# ایستگاه کوکو کوئن
ایستگاه کوکو کوئن (به لاتین: Kōkū-kōen Station) یک ایستگاه قطار در ژاپن است که در توکوروزاوا، سایتاما واقع شده‌است.